# The Distance (The Walking Dead)
"The Distance" là tập thứ mười một trong Phần 5 của series phim truyền hình The Walking Dead. Tập phim được phát sóng trên kênh AMC của Mỹ vào ngày 22 tháng 2 năm 2015. Khi phát sóng, tập phim đã được 13,44 triệu người xem trong đó có 6,9 triệu người từ 18-49 tuổi.

## Nội dung tập
Maggie và Sasha đưa Aaron quay trở lại kho thóc để gặp những người còn lại trong nhóm. Rick lập tức tỏ vẻ nghi ngờ trước sự xuất hiện của Aaron khi được Maggie đưa cho khẩu súng của anh ta. Rick hỏi Aaron rằng anh ta có ý định gì thì được trả lời rằng Aaron đã theo dõi nhóm Rick được một khoảng thời gian. Chính anh ta là người đã để lại những chai nước trên đường vào ngày trước đó. Khi thấy Rick có vẻ không tin tưởng mình, Aaron liền bảo Sasha đưa cho Rick xem chiếc túi mà anh mang theo và bảo Rick xem những tấm ảnh ở trong đó. Những bức ảnh cho thấy nơi ở của Aaron cùng những người khác trong nhóm anh ta, một cộng đồng an toàn với tường bao bọc xung quanh mà những xác sống không thể thâm nhập vào. Khi Aaron đang mô tả về cộng đồng của mình, Rick liền đi tới và đấm vào mặt anh ta, khiến anh ta bất tỉnh.
Trong lúc Aaron đang bất tỉnh, Rick cử một vài người trong nhóm ra ngoài để quan sát khu vực xung quanh. Michonne cố thuyết phục Rick rằng Aaron không hề nguy hiểm, nhưng Rick nhất quyết rằng cả nhóm không thể tin tưởng anh ta, anh còn nhắc lại chuyện trước đây từng xảy ra với Woodbury và Terminus. Glenn liền báo với Rick rằng xung quanh có rất nhiều nơi mà kẻ địch có thể ẩn nấp, điều này khiến cả nhóm thêm phần hoang mang.
Khi Aaron tỉnh lại, anh ta vẫn giữ một thái độ thân thiện. Rick hỏi Aaron rằng có bao nhiêu người khác cùng nhóm anh ta đang đợi ở ngoài kia. Aaron liền đáp lại rằng chuyện có bao nhiêu người mà anh ta nói ra không quan trọng, vấn đề quan trọng là có bao nhiêu người thực sự ở ngoài kia, và dù con số anh ta nói ra là bao nhiêu thì Rick cũng sẽ không tin. Nhưng Rick vẫn nhất quyết rằng Aaron phải nói ra, khiến anh phải đáp lại rằng có một người đang ở ngoài kia. Aaron kể lại rằng anh và người đi cùng mình đã cố lại gần hơn nhà kho mà nhóm Rick ở, nhưng trên đường đến đã bị chặn lại bởi những hàng cây đổ do trận bão đêm qua. Michonne nói với Rick rằng cô ấy muốn tìm hiểu sự thật bằng cách đi kiểm chứng. Ban đầu Rick từ chối đề nghị của Michonne, cho rằng đó là một ý tưởng mạo hiểm, nhưng sau khi Maggie và Glenn lên tiếng đồng ý với Michonne, anh liền đồng ý cho tất cả mọi người (ngoại trừ anh và Judith) ra ngoài thám thính xung quanh và bảo Abraham & Rosita đi cùng Michonne, Glenn, Maggie. Khi cả nhóm đã ra khỏi, Aaron nói với Rick rằng anh từng bị người khác chĩa súng vào mặt trước khi dịch bệnh xảy ra do bản thân là một thành viên của tổ chức phi chính phủ, và anh tin rằng Rick cùng nhóm của anh là người tốt. Nhưng Rick lạnh lùng đáp lại rằng sau 1 tiếng nếu người của nhóm anh không quay lại, anh sẽ giết Aaron.
Michonne, Maggie, Glenn, Rosita và Abraham vẫn đang đi đến địa điểm mà Aaron nói. Họ không biết rằng từ xa, có một người đang dõi theo họ. Khi cả nhóm đã đến được nơi và tìm thấy một chiếc xe con và một chiếc RV bị chặn lại trước một cái cây bị đổ, họ biết được rằng Aaron đã nói đúng sự thật. Một vài xác sống đi ra từ phía trong rừng, Abraham đã suýt bị cắn trước khi được Rosita cứu. Abraham nói lời cảm ơn những bị Rosita phớt lờ.
Bên trong kho thóc, Judith bắt đầu khóc lớn trong khi Rick đang nghiền hạt hồ đào làm thức ăn cho bé. Aaron, lúc này vẫn đang bị trói tay vào cột của nhà kho, bèn lên tiếng nói rằng Rick nên lấy lọ mứt táo bên trong túi của anh ra cho Judith ăn, vì tiếng khóc của Judith có thể sẽ thu hút xác sống tiến đến đây và làm nguy hại đến sự an toàn của họ, đặc biệt là anh. Rick lúc này vẫn cảnh giác trước lời đề nghị của Aaron, anh liền lấy thìa xúc ra một ít mứt táo và bắt Aaron ăn trước để kiểm chứng rằng lọ mứt táo đó không có độc.
Abraham và Rosita bước vào bên trong chiếc RV để thăm dò và tìm thấy một hộp thức ăn S'Getti Rings. Abraham liền hỏi Rosita về chuyện xảy ra với Eugene trước đó, rằng lúc đó liệu cô có thực sự tin rằng anh sẽ làm đau cô không. Rosita đáp lại rằng cô không nghĩ vậy, bởi đó không phải là con người của Abraham.
Cả nhóm quay trở lại kho thóc và mang theo khá nhiều đồ ăn đóng hộp. Rick liền nói với Aaron rằng những thực phẩm đó giờ đây đã là của nhóm anh dù cho nhóm anh có theo Aaron đi đến cộng đồng của anh ta hay không. Sau đó, Rick quyết định rằng cả nhóm sẽ ở lại thì gặp phải sự không đồng tình của mọi người. Điều này khiến Rick đã phải đổi ý và hỏi Aaron rằng cộng đồng của anh ta nằm ở đâu. Sau khi Aaron nói về một con đường đã được người của cộng đồng anh ta dọn dẹp sạch xác sống, Rick lại quyết định chọn một con đường khác do vẫn cảm thấy ngờ vực. Mặc cho lời cảnh báo của Aaron rằng con đường Rick chọn rất nguy hiểm, Rick vẫn nhất quyết rằng họ sẽ đi trên đường đó vào buổi tối để tránh gặp rắc rối.
Đêm đó trên đường đến, Rick, Glenn, Michonne và Aaron ngồi cùng trong chiếc xe của Aaron trong khi những người khác đi trên chiếc RV còn lại. Michonne và Aaron cùng trò chuyện đôi chút về cộng đồng mà họ đang đến. Michonne mỉm cười khi xem những tấm hình đen trắng chụp cộng đồng của Aaron, nhưng ngay lập tức cô tỏ vẻ thận trong khi nhận ra không có tấm ảnh nào có người trong số đó. Cô liền hỏi Rick rằng liệu anh đã hỏi Aaron 3 câu hỏi như thường lệ đó chưa, và khi Rick bảo chưa, Michonne liền quay qua hỏi Aaron 3 câu hỏi đó:
Anh đã giết bao nhiêu xác sống?
Tôi không rõ... Nhiều lắm - Aaron đáp
Anh đã giết bao nhiêu người?
Hai - Aaron đáp
Vì sao?
Vì họ đã cố giết tôi - Aaron đáp
Cuộc nói chuyện của họ bị xen ngang khi Rick tìm thấy một thiết bị trên xe mà Aaron dùng để nghe lén những cuộc nói chuyện của nhóm Rick trong suốt thời gian qua. Cùng lúc đó, xe của họ tông phải rất nhiều xác sống ở phía trước, khiến máu của chúng bắn đầy kính xe và che mất tầm nhìn. Chiếc xe liên tục đâm qua đám xác sống trước khi dừng lại để kiểm tra xem những người đi trên chiếc RV phía sau còn đi theo họ không. Khi Glenn biết được rằng những người khác đã biến mất, anh cùng Rick quay trở lại và cố khởi động chiếc xe nhưng không được. Bất chợt từ phía xa, một quả pháo sáng bay lên. Nhìn thấy vậy, Aaron bỗng có vẻ hoảng loạn và cho rằng đó là từ người của nhóm anh đang gặp nguy hiểm. Anh yêu cầu nhóm Rick thả anh ra. Sau khi bị từ chối, Aaron đạp cửa xe và bỏ chạy. Rick nói rằng Michonne không cần phải đuổi theo Aaron nữa. Michonne cho rằng quả pháo sáng đó đến từ người nào đó đã tìm được những người còn lại trong nhóm của Rick. Rick và Glenn đi vào rừng cùng Michonne và bị mắc kẹt giữa một bầy xác sống. Glenn bị lạc khỏi những người còn lại, khiến Rick và Michonne lo lắng. Trong khi đang cố tìm lại những người khác, Glenn thấy Aaron bị tấn công bởi một xác sống và không thể tự vệ do hai tay đã bị cháy. Ban đầu định để mặc, nhưng sau đó Glenn đã cứu Aaron và cắt dây trói tay cho anh ta.
Glenn và Aaron tìm được Rick & Michonne rồi cứu họ thoát khỏi đám xác sống. Aaron tự nguyện thả súng xuống và đề nghị được trói tay lại, nhưng Rick nói với anh ta rằng không còn thời gian để làm điều đó. Cả bốn người chạy về phía quả pháo sáng lúc nãy được bắn lên. Khi đến nơi, họ thấy Daryl cùng những người khác trong nhóm. Aaron tỏ vẻ lo lắng và bắt đầu gọi tên một người là Eric, anh chạy ngay đến một căn phòng gần đó và thấy Eric cùng chiếc chân bị thương đã được băng bó. Eric kể lại rằng Maggie đã giúp anh ta và cố trấn an Aaron rằng đó chỉ là một chấn thương nhỏ. Aaron vui mừng khôn xiết và hôn Eric. Cuộc nói chuyện của họ bị xen ngang bởi sự xuất hiện của Rick. Rick và Aaron sau đó quay trở lại gặp những người khác. Aaron nói lời cảm ơn với họ vì đã cứu mạng Eric và hứa sẽ đền ơn ngay khi họ đặt chân đến cộng đồng của anh. Khi bị Rick bảo rằng nếu tối nay họ ngủ cùng một nơi thì Aaron phải ngủ cách xa nhóm của anh, Aaron đã từ chối vì điều này khiến anh phải tạm xa Eric. Aaron nói rằng điều duy nhất có thể ngăn anh ở bên Eric lúc này chính là Rick phải bắn anh. Glenn liền lại gần và thuyết phục Rick rằng Aaron thực sự đáng tin sau tất cả những gì đã xảy ra.
Sáng hôm sau, cả nhóm tiếp tục hành trình tới cộng đồng kia. Noah đến và đưa cho Aaron một ít thuốc cùng chai nước. Cả hai cùng trò chuyện một lúc. Aaron liền hỏi về vết sẹo ở chân Noah và được trả lời rằng nó có được do một tai nạn trước đó. Aaron bày tỏ sự đồng cảm với Noah và nói rằng Pete - một vị bác sĩ phẫu thuật chỉnh hình tài ba tại cộng đồng của anh sẽ giúp đỡ Noah về vấn đề này khi nhóm đến nơi.
Trong khi đó, Rosita chỉ cho Abraham thấy thành phố Washington từ phía xa. Abraham mỉm cười và nói rằng họ sẽ đến được nơi đó, mặc dù anh thấy ắc quy của chiếc RV đang yếu và họ mới chỉ đi được nữa được. Không lâu sau đó, chiếc RV ngừng chạy và cả nhóm phải dừng lại bên đường. Glenn liền hỗ trợ thay chiếc ắc quy đã chết bằng một bình ắc quy dự phòng trên chiếc RV. Abraham tỏ vẻ bất ngờ và hỏi Glenn rằng vì sao anh biết được điều này, nhưng đáp lại anh chỉ là nụ cười của Glenn.
Rick đang quan sát phía xa trong khi Michonne ngồi cạnh anh. Cô nói với Rick rằng anh cần phải gạt đi nỗi lo lắng của mình, cuộc chiến sinh tồn giờ đây đã kết thúc, nhưng Rick nói rằng anh vẫn chưa thực sự tin Aaron và Eric, vì dù chuyện gì có xảy ra đi nữa thì anh cũng phải chắc chắn rằng gia đình của mình an toàn. Trước khi tiếp tục lên đường, Rick đi đến một căn lều bỏ hoang và nhét khẩu súng của mình vào một chiếc máy xay sinh tố.
Cả nhóm cuối cùng cũng đã đến được cộng đồng Alexandria. Rick chợt cảm thấy lạc quan khi nghe thấy tiếng trẻ em đang chơi đùa phía bên kia cánh cổng. Michonne nắm lấy tay Rick và hỏi rằng liệu anh đã sẵn sàng chưa, Rick liền đáp lại là rồi. Mọi người cùng ra khỏi xe và bước về phía cánh cổng để đợi nó mở ra, dẫn lối tới một nơi ở hoàn toàn mới.

## Diễn viên

### Diễn viên chính
- Andrew Lincoln vai Rick Grimes
- Norman Reedus vai Daryl Dixon
- Steven Yeun vai Glenn Rhee
- Lauren Cohan vai Maggie Greene
- Chandler Riggs vai Carl Grimes
- Danai Gurira vai Michonne
- Melissa McBride vai Carol Peletier
- Michael Cudlitz vai Abraham Ford
- Sonequa Martin-Green vai Sasha Williams
- Josh McDermitt vai Eugene Porter
- Christian Serratos vai Rosita Espinosa
- Alanna Masterson vai Tara Chambler
- Seth Gilliam vai Gabriel Stokes

### Diễn viên định kỳ
- Tyler James Williams vai Noah
- Ross Marquand vai Aaron

### Các diễn viên phụ khác
- Jordan Woods-Robinson vai Eric Raleigh
- Charlotte & Clara Ward vai Judith Grimes

## Cái chết trong tập
- Không có

## Đánh giá
Nhìn chung, "The Distance" nhận được phản hồi tốt từ giới phê bình. Patrick Kevin Day từ nhật báo Los Angeles Times nhận xét: ""The Distance" là một sự tiến bộ về cả nhịp truyện lẫn nội dung so với tập phim chập chạp của tuần trước và tiếp tục đưa bộ phim đến với những diễn biến mới". Trang Rotten Tomatoes có 78% trong số 18 bài đánh giá tập phim mang phản hồi tốt.
Mặc dù vốn đã được biết trước là một cặp đôi trong truyện tranh, cảnh hôn đồng tính giữa Aaron và Eric vẫn khiến nhiêu khán giả chưa đọc truyện bất ngờ. Một số người đã lên mạng xã hội để đưa ra những bình luận đầy kỳ thị về cảnh này, nhưng họ đã nhanh chóng bị những khán giả còn lại phản bác và chỉ trích là thiển cận.

## Bên lề
- Lần đầu tiên xuất hiện của: Eric Raleigh.
- Tập phim đánh dấu lần đầu xuất hiện của cộng đồng Alexandria.
- Tên của tập phim "The Distance" ngụ ý cho việc Aaron đã giữ "khoảng cách" và theo dõi nhóm Rick trong một khoảng thời gian trước khi chính thức tiếp cận và ngỏ ý mời họ gia nhập Alexandria. Đồng thời cũng ngụ ý cho thái độ giữ "khoảng cách" của Rick và tỏ ra nghi ngờ trước đề nghị của Aaron.
- Lời nói của Michonne đối với Rick sau khi anh đấm Aaron tương tự với lời nói của Abraham với Rick trong Chương 68 của truyện.
- Cảnh Aaron hôn Eric được lấy ra từ một cảnh trong Chương 79. Điểm khác biệt là với truyện, Aaron hôn Eric khi người yêu anh bị đâm và đưa trở về Alexandria
- Chương trình Talking Dead phát sóng sau tập phim tiết lộ rằng Aaron đã theo dõi nhóm Rick được khoảng 2,3 tuần trước khi chính thức lại gần tiếp cận họ.
- Cảnh nói chuyện của Glenn và Abraham trong tập về cách sửa ắc quy của xe RV dành để tưởng nhớ tới nhân vật Dale Horvath, liên quan tới một cảnh ở tập đầu Season 2 khi mà Dale dạy Glenn cách sửa xe RV (Có ai nhớ Dale không?)
- Biển số xe mà Eric đưa cho Aaron là của bang Indiana
- Cảnh mà xe của Rick, Glenn, Michonne và Aaron đâm liên tiếp vào các xác sống trên đường thực ra là được quay bên trong studio, sử dụng phông nền động.[5][6]